# يونغ بيتر جاكسون
يونغ بيتر جاكسون (بالإنجليزية: Young Peter Jackson)‏ (31 أكتوبر 1877 ببالتيمور في الولايات المتحدة - 14 سبتمبر 1923 ببالتيمور في الولايات المتحدة) هو ملاكم أمريكي، صنّف ضمن فئة وزن الويلتر.

## إحصائيات
خاض خلال مسيرته 128 نزالا، فاز في 77 وتعادل في 27 وخسر في 24. فاز بالضربة القاضية في 59 نزالا.

## روابط خارجية
- يونغ بيتر جاكسون على موقع بوكس ريك (الإنجليزية) (registration required)